# Titian (krater)
Titian är en nedslagskrater på planeten Merkurius, med en diameter på ungefär 109 kilometer.
1976 uppkallades kratern efter målaren Tizian.